# Sándor Wladár
Sándor Wladár (Budapest, 19 luglio 1963) è un ex nuotatore ungherese.
Specializzato nel dorso ha vinto la medaglia d'oro nei 200 m dorso ai Giochi olimpici di Mosca 1980.

## Palmarès
- Olimpiadi

Mosca 1980: oro nei 200 m dorso.
- Europei

1981 - Spalato: oro nei 100 m e 200 m dorso.
1983 - Roma: argento nei 200 m dorso e bronzo nei 100 m dorso.
- Campionati europei giovanili di nuoto

Firenze 1978: oro nei 100m e 200m dorso, bronzo nei 200m misti.

## Riconoscimenti
- European Swimmer of the Year: 1981